# Harald Hansen (politiker)
 Der er flere personer med dette navn, se Harald Hansen.
Harald Andreas Hansen (24. marts 1835 i København – 10. december 1902 sammesteds) var en dansk handelsmand og politiker.
Han var en søn af etatsråd A.N. Hansen og bror til Alfred Hansen, Gustav Hansen, Octavius Hansen og Edmund Grut. Han blev student 1851 og tog året efter filosofikum. Derefter uddannede han sig til handelsvirksomhed her og i udlandet, hos Berry, Barclay i Leith og W. Schlutow i Stettin og afsluttede derefter sit ophold i udlandet med lange rejser til Amerika, Australien og Bagindien. Endnu inden sin hjemkomst indtrådte han fra 1. januar 1859 i familiefirmaet A.N. Hansen & Co., hvori hans ældre bror Alfred samtidig var indtrådt. Efter faderens død 1873 fortsatte han firmaet med nævnte bror som medindehaver indtil dennes død 1893, hvorefter han var eneindehaver. Nogle år før sin død solgte han Bodenhoffs Plads med derpå stående ejendomme på Christianshavn til Privatbanken og helligede sig udelukkende dampskibsrederiet.
Samtidig brugte han dog ikke al sin energi på forretningslivet, men var også aktiv i politik. Fra 1870-85 var han borgerrepræsentant og i årene 1879-82 og 1886-91 medlem af Landstinget. I begge forsamlinger beskæftigede han sig særlig med de sager, der angik handel og skibsfart. 1883 valgtes han til medlem af Københavns Havneråd. I politisk henseende sluttede han sig til Højre, men indtog på flere punkter en særstilling. Dette gjaldt især om spørgsmålet om anlæg af en frihavn ved København, som han bekæmpede. Da tanken herom, der først fandt tilslutning i andre kredse, også blev taget op af regeringen og Højre, kom han i opposition til de fleste af sine politiske meningsfæller, og da loven trods hans modstand gik igennem, trak han sig tilbage fra rigsdagsvirksomheden. Han boede i det såkaldte Harald Hansens Palæ på Sankt Annæ Plads 17.
1886 blev han Ridder af Dannebrog. Hansen ægtede 29. september 1871 Anna Georgiana Cécile de Dompierre de Jonquières (1847-1941), datter af kontorchef Godefroi Chrétien de Dompierre de Jonquières. I hele 23 år efter mandens død boede hun som enke i palæet og havde samtidig en sommervilla.
Harald Hansen er begravet på Gentofte Kirkegård. Der findes posthume malerier af Frederik Vermehren og Gabriel Jensen 1903, begge i familieeje. Portrætteret på P.S. Krøyers Børsbillede 1895. Litografi af Harald Jensen 1903. Træsnit efter fotografi 1891.